# Nikos Christodoulidīs
Nikos Christodoulidīs (in greco Νίκος Χριστοδουλίδης? traslitterato anche Nicos Christodulides; Geroskipou, 6 dicembre 1973) è un politico e diplomatico cipriota, Presidente della Repubblica di Cipro dal 28 febbraio 2023, dopo la sua vittoria alle elezioni del 2023.
Christodoulides, politico e diplomatico, è anche stato Ministro degli Esteri dal 2018 al 2022, così come Portavoce del Governo dal 2014 al 2018.